# Parc naturel de Jandía
Pour les articles homonymes, voir Jandía (homonymie).
Le parc naturel de Jandía (en espagnol : parque natural de Jandía) est un parc naturel espagnol créé le 19 juin 1987 au sud de l'île de Fuerteventura dans les îles Canaries.

## Géographie
Le parc de 14 973 hectares s'étend sur pratiquement la totalité de la péninsule de Jandía – à l'exception des stations balnéaires de Costa Calma et Morro Jable –, située au sud-ouest de l'île de Fuerteventura dans l'archipel des îles Canaries. Il inclut le plus haut sommet de l'île, le pic de la Zarza (également appelé pic de Jandía), culminant à 807 mètres.
Le parc englobe huit localités pour un total de 69 habitants permanents : El Puertito (6 habitants), Mal Nombre (28 habitants), Esquinzo (8 habitants), Cofete (25 habitants), Valluelo (2 habitants) et Los Canarios de Arriba (6 habitants).

## Histoire
Créé en 1987, sur 143,185 km2 comme « espace naturel » par le gouvernement des Canaries, le site est reclassé en parc naturel par la loi du 19 décembre 1994. L'Union européenne y institue par la suite une Zone importante pour la conservation des oiseaux pour les oiseaux. Par la suite, d'autres secteurs sont inclus dans le parc portant à 149,73 km2 sa superficie totale.

## Flore et faune
Le parc accueille deux espèces officiellement symboles de l'île : l’Euphorbia handiensis (ou cardón de Jandía) et l'Outarde houbara (Chlamydotis undulata).
À cela s'ajoutent pour les végétaux Echium handiense, Hemum winterii et Bupleurum handiense ; et pour les animaux 28 espèces d'oiseaux nidificateurs (comme Charadrius alexandrinus, Charadrius dubius, l'Ibis Threskiornis aethiopicus, Neophron percnopterus majorensis), trois espèces de reptiles (dont Chalcides simonyi et la Tortue luth ou Dermochelys coriacea) et douze de mammifères (dont des cétacés en période de reproduction tels que des Globicephala et des Cachalots.
Enfin, le parc est l'ultime lieu de préservation d'une espèce de gastéropode en voie d'extinction, Hemicycla paeteliana, classée sur la liste des 100 espèces les plus menacées.

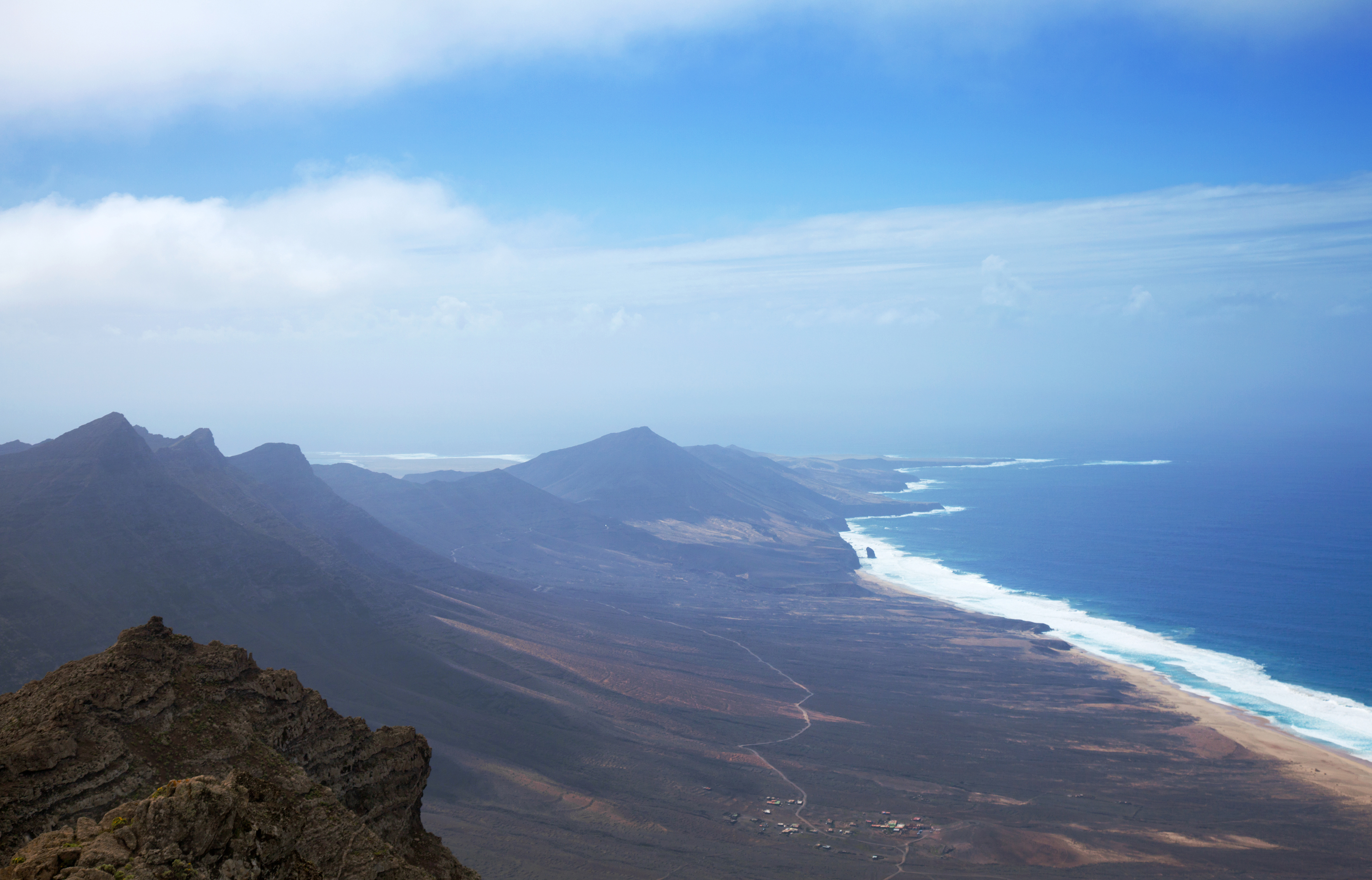
Vue général de la péninsule de Jandía.
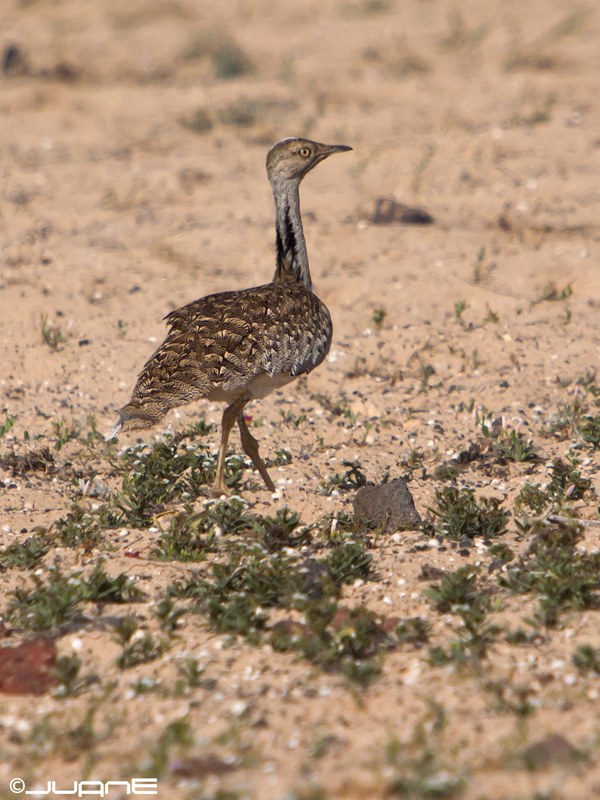
Outarde houbara
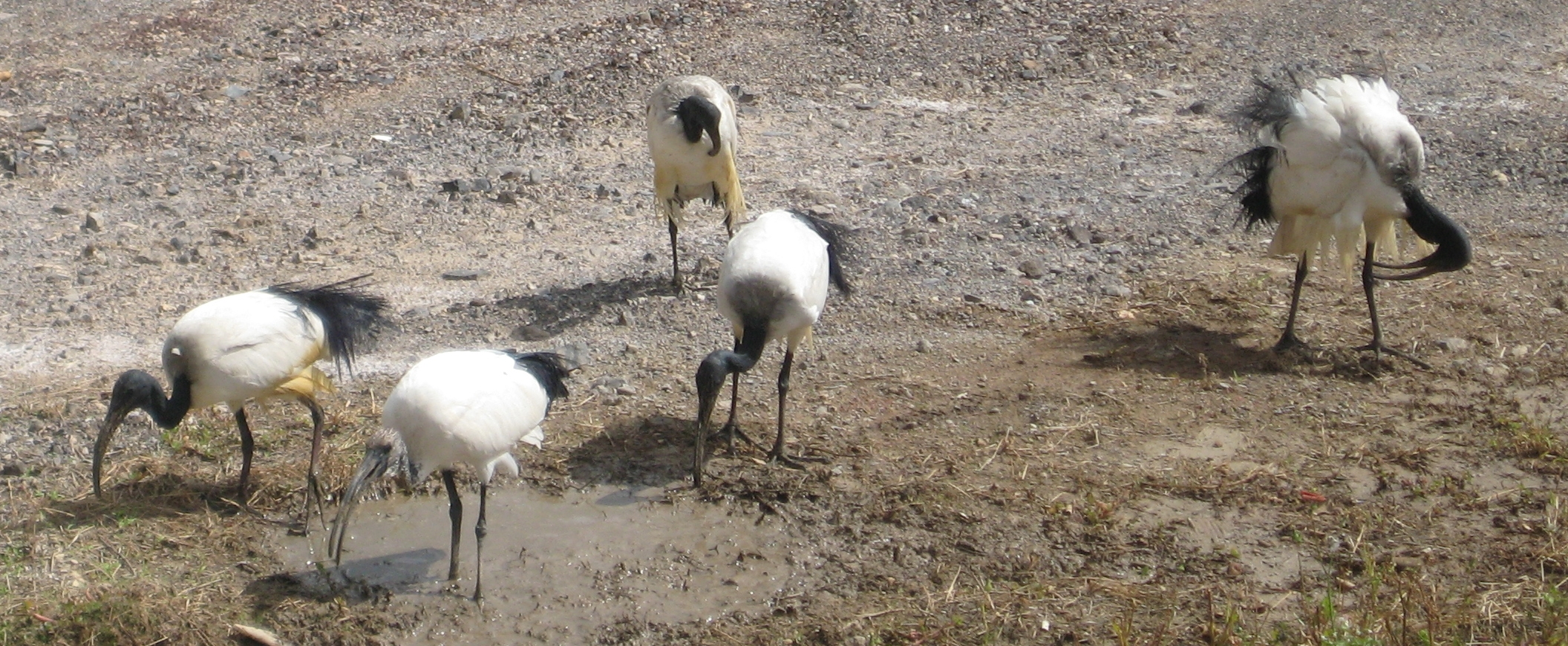
Threskiornis aethiopicus
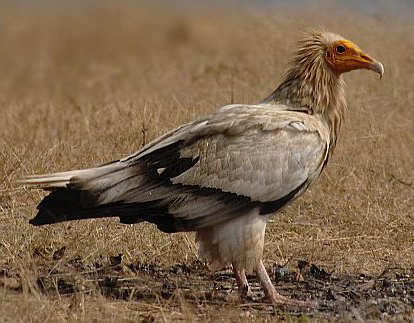
Neophron percnopterus majorensis

## Accès
Par la route FV-2 depuis la commune de La Lajita.